# Симон фон Дасел
Симон фон Дасел (на немски: Simon Graf von Dassel-Nienover; † 1 май 1325 или 16 януари 1326) е последният граф на Дасел, господар на Нинофер.
Той е син на граф Лудолф V фон Дасел († 1299/1300) и съпругата му Ерменгард фон Ритберг († сл. 1303), дъщеря на граф Конрад II фон Ритберг († 1313) и Мехтилд († 1304). Сестра му Клемента/Клеменция († сл. 1321) е омъжена за граф Буркард IV фон Барби (1271 – 1308).
През 1303 г. Симон фон Дасел продава замък Нинофер територии около него на Княжество Брауншвайг-Волфенбютел. Симон и брат му Конрад фон Дасел († сл. 1300) нападат през 1310 г. селото Липолдсберг на река Везер и крадат животни.
На 15 февруари 1310 г. той продава останалите части от графството Дасел на епископа на Хилдесхайм Зигфрид II фон Кверфурт.
Симон фон Дасел умира на 1 май 1325 г. В манастирската църква Липолдсберг му построяват гробна могила. Със смъртта на Симон родът на графовете фон Дасел измира.

## Фамилия
Симон фон Дасел се жени за София фон Регенщайн († сл. 1329), дъщеря на граф Хайнрих II фон Регенщайн († 1284/1285) и графиня Елизабет? фон Волденберг-Вьолтингероде († ок. 1274), дъщеря на граф Херман I фон Волденберг-Харцбург († 1243/1244) и София фон Еверщайн († сл. 1272), дъщеря на граф Албрехт IV фон Еверщайн († 1214) и Агнес Баварска фон Вителсбах († сл. 1219). Те нямат деца.